# Bálteo

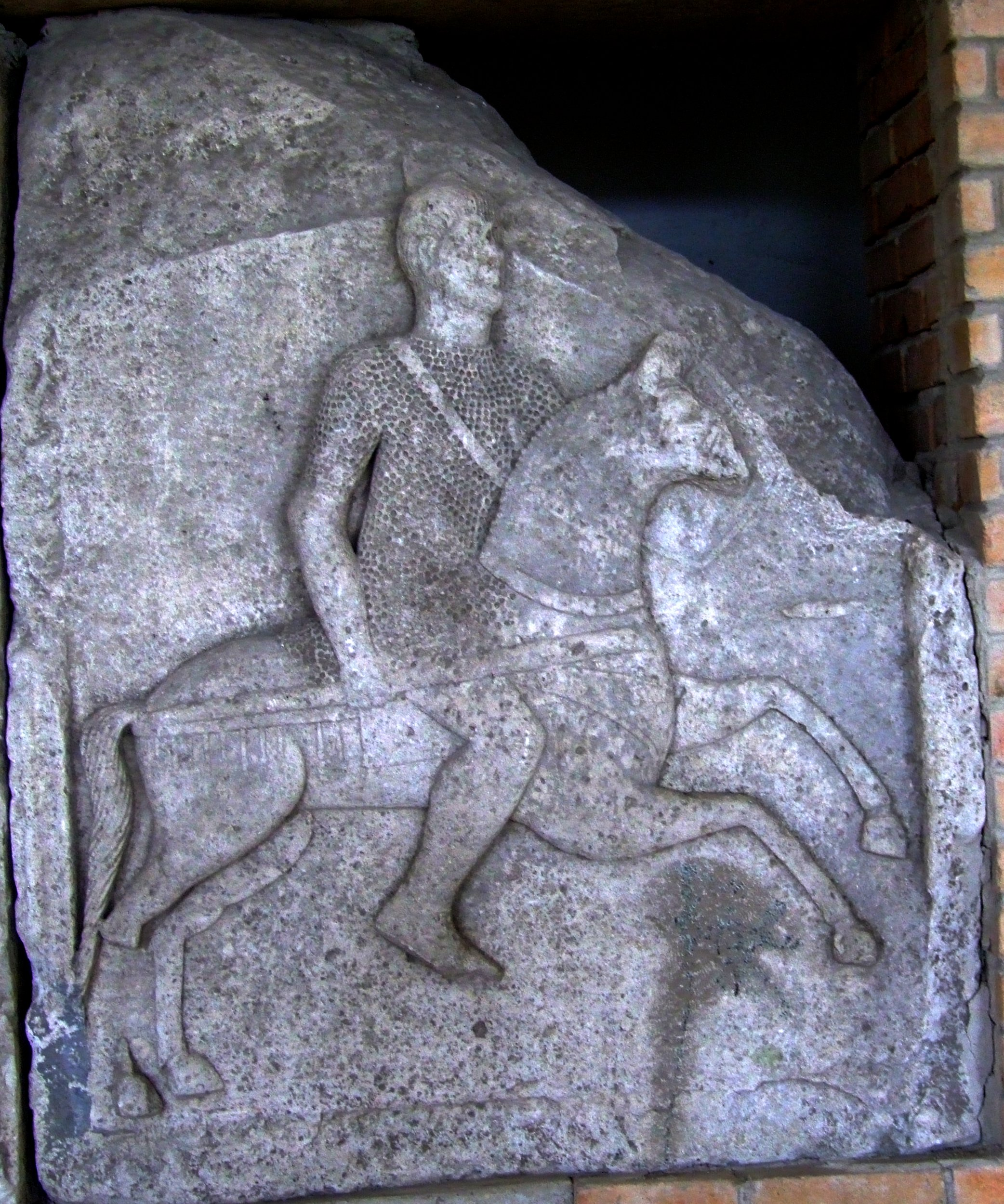
Métopa com Baixo-relevo de cavaleiro trajando o bálteo. Troféu de Trajano

Bálteo (em latim: Balteus; pl. baltea) ou télamo (em grego: τελαμών; romaniz.: telamón) era, na Grécia e Roma Antigas, um cinto, cinto de ombro ou cinturão utilizado pelos soldados para suspender a espada. Como a espada costumeiramente ficava no quadril esquerdo, o cinto era apoiado pelo ombro direito e passava obliquamente sobre o peito.
No período homérico, os gregos utilizavam um segundo bálteo maior e mais amplo para carregar o escudo que era disposto no ombro oposto, porém por ser inconveniente acabou sendo abandonado quando da criação do clípeo cário. O desuso precoce do bálteo para carregar o escudo é evidenciado pelo fato de que esta parte da panóplia antiga nunca é exibida em pinturas e esculturas. Um terceiro uso do bálteo era para apoiar a aljava.
O bálteo era feito de couro, mas foi ornado com ouro, prata e pedras preciosas e nas artes ele aparece bordado ou em relevo. Os cintos dos imperadores romanos era muito ornados, e segundo relatado por inscrições do período havia um oficial distinto chamado balteário (em latim: baltearius) que era responsável por eles no palácio imperial.